# سي. ديل بريتن
سي. ديل بريتن (بالإنجليزية: C. Dale Brittain)‏ (1948)؛ مؤرخة وروائية أمريكية.